# Hong Kong Open
Hong Kong Open (în prezent sponsorizat de Prudential și numit Prudential Hong Kong Tennis Open) este un turneu profesionist de tenis din Hong Kong. Organizat de Asociația de Tenis din Hong Kong, turneul se desfășoară anual la începutul lunii octombrie în Victoria Park, Causeway Bay, pe palierul internațional WTA.
Hong Kong Tennis Open a fost denumit anterior Salem Open, care a început în 1973 și a fost întrerupt în 2002. Actualul turneu a fost reluat în septembrie 2014 la Hong Kong.

## Rezultate

### Simplu feminin
| An        | Campion                 | Finalist            | Scor               |
| --------- | ----------------------- | ------------------- | ------------------ |
| 1980      | Wendy Turnbull          | Marcie Louie        | 6–0, 6–2           |
| 1981      | Wendy Turnbull (2)      | Sabina Simmonds     | 6–3, 6–4           |
| 1982      | Catrin Jexell           | Alycia Moulton      | 6–3, 7–5           |
| 1983–1992 | not held                | not held            | not held           |
| 1993      | Wang Shi-ting           | Marianne Witmeyer   | 6–4, 3–6, 7–5      |
| 1994–2013 | nu s-a ținut            | nu s-a ținut        | nu s-a ținut       |
| 2014      | Sabine Lisicki          | Karolína Plíšková   | 7–5, 6–3           |
| 2015      | Jelena Janković         | Angelique Kerber    | 3–6, 7–6(7–4), 6–1 |
| 2016      | Caroline Wozniacki      | Kristina Mladenovic | 6–1, 6–7(4–7), 6–2 |
| 2017      | Anastasia Pavliucenkova | Daria Gavrilova     | 5–7, 6–3, 7–6(7–3) |
| 2018      | Daiana Iastremska       | Wang Qiang          | 6–2, 6–1           |
| 2019–22   | Nu s-a ținut            | Nu s-a ținut        | Nu s-a ținut       |
| 2023      | Leylah Fernandez        | Kateřina Siniaková  | 3–6, 6–4, 6–4      |
| 2024      | Diana Shnaider          | Katie Boulter       | 6–1, 6–2           |

### Dublu feminin
| An        | Campioane                            | Finaliste                                   | Scor               |
| --------- | ------------------------------------ | ------------------------------------------- | ------------------ |
| 1980      | Wendy Turnbull Sharon Walsh          | Silvana Urroz Penny Johnson                 | 6–1, 6–2           |
| 1981      | Ann Kiyomura Sharon Walsh (2)        | Anne Hobbs Susan Leo                        | 6–3, 6–4           |
| 1982      | Alycia Moulton Laura duPont          | Yvonne Vermaak Jennifer Mundel-Reinbold     | 6–2, 4–6, 7–5      |
| 1983–1992 | Not held                             | Not held                                    | Not held           |
| 1993      | Karin Kschwendt Rachel McQuillan     | Debbie Graham Marianne Witmeyer             | 1–6, 7–6(7–4), 6–2 |
| 1994–2013 | nu s-a ținut                         | nu s-a ținut                                | nu s-a ținut       |
| 2014      | Karolína Plíšková Kristýna Plíšková  | Patricia Mayr-Achleitner Arina Rodionova    | 6–2, 2–6, [12–10]  |
| 2015      | Alizé Cornet Yaroslava Shvedova      | Lara Arruabarrena Andreja Klepač            | 7–5, 6–4           |
| 2016      | Chan Hao-ching Chan Yung-jan         | Naomi Broady Heather Watson                 | 6–3, 6–1           |
| 2017      | Chan Hao-ching (2) Chan Yung-jan (2) | Lu Jiajing Wang Qiang                       | 6–1, 6–1           |
| 2018      | Samantha Stosur Zhang Shuai          | Shuko Aoyama Lidziya Marozava               | 6–4, 6–4           |
| 2019–22   | Nu s-a ținut                         | Nu s-a ținut                                | Nu s-a ținut       |
| 2023      | Tang Qianhui Tsao Chia-yi            | Oksana Kalashnikova · Aliaksandra Sasnovici | 7–5, 1–6, [11–9]   |
| 2024      | Ulrikke Eikeri Makoto Ninomiya       | Shuko Aoyama Eri Hozumi                     | 6–4, 4–6, [11–9]   |

### Simplu masculin
| An      | Campion                     | Finalist                    | Scor                        |
| ------- | --------------------------- | --------------------------- | --------------------------- |
| 1973    | Rod Laver                   | Charlie Pasarell            | 6–3, 3–6, 6–2, 6–2          |
| 1974    | Nefinalizat din cauza ploii | Nefinalizat din cauza ploii | Nefinalizat din cauza ploii |
| 1975    | Tom Gorman                  | Sandy Mayer                 | 6–3, 6–1, 6–1               |
| 1976    | Ken Rosewall                | Ilie Năstase                | 1–6, 6–4, 7–6, 6–0          |
| 1977    | Ken Rosewall                | Tom Gorman                  | 6–3, 5–7, 6–4, 6–4          |
| 1978    | Eliot Teltscher             | Pat DuPré                   | 6–4, 6–3, 6–2               |
| 1979    | Jimmy Connors               | Pat DuPré                   | 7–5, 6–3, 6–1               |
| 1980    | Ivan Lendl                  | Brian Teacher               | 5–7, 7–6, 6–3               |
| 1981    | Van Winitsky                | Mark Edmondson              | 6–4, 6–7, 6–4               |
| 1982    | Pat DuPré                   | Morris Skip Strode          | 6–3, 6–3                    |
| 1983    | Wally Masur                 | Sammy Giammalva Jr.         | 6–1, 6–1                    |
| 1984    | Andrés Gómez                | Tomáš Šmíd                  | 6–3, 6–2                    |
| 1985    | Andrés Gómez                | Aaron Krickstein            | 6–3, 6–3, 3–6, 6–4          |
| 1986    | Ramesh Krishnan             | Andrés Gómez                | 7–6, 6–0, 7–5               |
| 1987    | Eliot Teltscher             | John Fitzgerald             | 6–7, 3–6, 6–1, 6–2, 7–5     |
| 1988–89 | Nu s-a ținut                | Nu s-a ținut                | Nu s-a ținut                |
| 1990    | Pat Cash                    | Alex Antonitsch             | 6–3, 6–4                    |
| 1991    | Richard Krajicek            | Wally Masur                 | 6–2, 3–6, 6–3               |
| 1992    | Jim Courier                 | Michael Chang               | 7–5, 6–3                    |
| 1993    | Pete Sampras                | Jim Courier                 | 6–3, 6–7(1–7), 7–6(7–2)     |
| 1994    | Michael Chang               | Pat Rafter                  | 6–1, 6–3                    |
| 1995    | Michael Chang               | Jonas Björkman              | 6–3, 6–1                    |
| 1996    | Pete Sampras                | Michael Chang               | 6–4, 3–6, 6–4               |
| 1997    | Michael Chang               | Pat Rafter                  | 6–3, 6–3                    |
| 1998    | Kenneth Carlsen             | Byron Black                 | 6–2, 6–0                    |
| 1999    | Andre Agassi                | Boris Becker                | 6–7(4–7), 6–4, 6–4          |
| 2000    | Nicolas Kiefer              | Mark Philippoussis          | 7–6(7–4), 2–6, 6–2          |
| 2001    | Marcelo Ríos                | Rainer Schüttler            | 7–6(7–3), 6–2               |
| 2002    | Juan Carlos Ferrero         | Carlos Moyá                 | 6–3, 1–6, 7–6(7–4)          |
| 2003–23 | Nu s-a ținut                | Nu s-a ținut                | Nu s-a ținut                |
| 2024    | Andrei Rubliov              | Emil Ruusuvuori             | 6–4, 6–4                    |
| 2025    | Alexandre Müller            | Kei Nishikori               | 2–6, 6–1, 6–3               |

### Dublu masculin
| An      | Campioni                               | Finaliști                         | Scor                        |
| ------- | -------------------------------------- | --------------------------------- | --------------------------- |
| 1973    | Colin Dibley Rod Laver                 | Paul Gerken Brian Gottfried       | 6–3, 5–7, 17–15             |
| 1974    | Nefinalizat din cauza ploii            | Nefinalizat din cauza ploii       | Nefinalizat din cauza ploii |
| 1975    | Tom Okker Ken Rosewall                 | Bob Carmichael Sandy Mayer        | 6–3, 6–4                    |
| 1976    | Hank Pfister Butch Walts               | Anand Amritraj Ilie Năstase       | 6–4, 6–2                    |
| 1977    | Syd Ball Kim Warwick                   | Marty Riessen Roscoe Tanner       | 7–6, 6–3                    |
| 1978    | Mark Edmondson John Marks              | Hank Pfister Brad Rowe            | 5–7, 7–6, 6–1               |
| 1979    | Pat DuPré Robert Lutz                  | Steve Denton Mark Turpin          | 6–3, 6–4                    |
| 1980    | Peter Fleming Ferdi Taygan             | Bruce Manson Brian Teacher        | 7–5, 6–2                    |
| 1981    | Chris Dunk Chris Mayotte               | Marty Davis Brad Drewett          | 6–4, 7–6                    |
| 1982    | Charles Buzz Strode Morris Skip Strode | Kim Warwick Van Winitsky          | 6–4, 3–6, 6–2               |
| 1983    | Drew Gitlin Craig Miller               | Sammy Giammalva Jr. Steve Meister | 6–2, 6–2                    |
| 1984    | Ken Flach Robert Seguso                | Mark Edmondson Paul McNamee       | 6–7, 6–3, 7–5               |
| 1985    | Brad Drewett Kim Warwick               | Jakob Hlasek Tomáš Šmíd           | 3–6, 6–4, 6–2               |
| 1986    | Mike De Palmer Gary Donnelly           | Pat Cash Mark Kratzmann           | 7–6, 6–7, 7–5               |
| 1987    | Mark Kratzmann Jim Pugh                | Marty Davis Brad Drewett          | 6–7, 6–4, 6–2               |
| 1988–89 | Nu s-a ținut                           | Nu s-a ținut                      | Nu s-a ținut                |
| 1990    | Pat Cash Wally Masur                   | Kevin Curren Joey Rive            | 6–3, 6–3                    |
| 1991    | Patrick Galbraith Todd Witsken         | Glenn Michibata Robert Van't Hof  | 6–2, 6–4                    |
| 1992    | Brad Gilbert Jim Grabb                 | Byron Black Byron Talbot          | 6–2, 6–1                    |
| 1993    | David Wheaton Todd Woodbridge          | Sandon Stolle Jason Stoltenberg   | 6–1, 6–3                    |
| 1994    | Jim Grabb Brett Steven                 | Jonas Björkman Pat Rafter         | W/O                         |
| 1995    | Tommy Ho Mark Philippoussis            | John Fitzgerald Anders Järryd     | 6–1, 6–7, 7–6               |
| 1996    | Patrick Galbraith Andrei Olhovskiy     | Kent Kinnear Dave Randall         | 6–3, 6–7, 7–6               |
| 1997    | Martin Damm Daniel Vacek               | Karsten Braasch Jeff Tarango      | 6–3, 6–4                    |
| 1998    | Byron Black Alex O'Brien               | Neville Godwin Tuomas Ketola      | 7–5, 6–1                    |
| 1999    | James Greenhalgh Grant Silcock         | Andre Agassi David Wheaton        | W/O                         |
| 2000    | Wayne Black Kevin Ullyett              | Dominik Hrbatý David Prinosil     | 6–1, 6–2                    |
| 2001    | Karsten Braasch André Sá               | Petr Luxa Radek Štěpánek          | 6–0, 7–5                    |
| 2002    | Jan-Michael Gambill Graydon Oliver     | Wayne Arthurs Andrew Kratzmann    | 6–7, 6–4, 7–6               |
| 2003–23 | Nu s-a ținut                           | Nu s-a ținut                      | Nu s-a ținut                |
| 2024    | Marcelo Arévalo Mate Pavić             | Sander Gillé Joran Vliegen        | 7–6(7–3), 6–4               |
| 2025    | Sander Arends Luke Johnson             | Karen Haceanov Andrei Rubliov     | 7–5, 6–4, [10–7]            |